# Akira Mitake
Akira Mitake (Japans: 見岳　章, Mitake Akira) (Tokio, 11 november 1956) is een Japans componist, arrangeur en pianist (toetsenist).

## Levensloop
Al op vierjarige leeftijd kreeg Mitake pianoles. Hij studeerde muziek aan de Nihon University - College of Fine Arts en gradueerde aldaar in 1986. Vervolgens studeerde hij aan het Berklee College of Music in Boston en behaalde daar in 1992 zijn Master of Music in compositie. Later promoveerde hij nog tot Ph.D. (Philosophiæ Doctor). Hij is lid van de "Japan Society of Composers".
Als pianist en toetsenist was hij vanaf 1979 naast Masami Tsuchiya, Takafumi Akao, Shoji Fujii en Kengo Hirata lid in de pop- en techno-band "Ippu-Do". Dit ensemble creëerde in 1982 met "Sumire September Love" een song voor de cosmeticaproducent Kanebo en vond ingang in de popcharts. 
Na de afscheid van deze band concentreerde hij zich vooral op het componeren. 

## Composities

### Werken voor harmonieorkest
- Kawa no Nagare no You ni (Like a flowing river), voor harmonieorkest

### Vocale muziek

#### Liederen
- 1985: Nishi-Azabu the Rain, voor zangstem en orkest - tekst: Yasushi Akimoto
- 1989: Kawa no Nagare no You ni (Like a flowing river), voor zangstem en orkest (of piano) - tekst: Yasushi Akimoto
- Out of Reach, voor zangstem en orkest

### Filmmuziek
- 1997: Kindaichi shonen no jikembo: Shanghai ningyo densetsu
- 1998: Shinsei toire no Hanako-san
- 1998: Happy Mania (televisieserie)
- 2000: Keizoku-eiga
- 2000: Jinzô ningen Kikaidâ: The Animation (televisieserie)
- 2001: Oboreru sakana
- 2001: Chinese Dinner
- 2002: Ai nante iranê yo, natsu (televisieserie - 10 afleveringen)
- 2005: EGG
- 2005: Taitei no ken